# Tour de Francia 1999
El 86.º Tour de Francia se disputó del 3 al 25 de julio de 1999 sobre un recorrido de 20 etapas más el prólogo inicial y con un total de 3870 km que el vencedor cubrió a una velocidad media de 40,276 km/h. La carrera comenzó en Puy du Fou y terminó en París, en el clásico final de los Campos Elíseos.
El corredor Lance Armstrong dio positivo en un control antidopaje e inexplicablemente no fue expulsado de la carrera que hubiera ganado Alex Zulle. Él fue inicialmente el ganador de la edición 1999 en la que sería su primera victoria en la clasificación general del Tour, pero en octubre del 2012 fue suspendido de por vida por dopaje sistemático y los resultados obtenidos por este ciclista después del 1 de agosto de 1998 le fueron anulados.
La UCI se optó dejar desierta la posición de ganador del Tour de Francia en las 7 ediciones inicialmente ganadas Armstrong que van desde la edición 1999 hasta 2005 .

## Características
La edición de ese año tuvo dos momentos para el recuerdo. El primero en la segunda etapa cuando 25 ciclistas se vieron implicados en una caída en el Paso del Gois, en virtud de la cual Alex Zülle perdió una minutada que le impidió disputar la victoria final. El segundo fue en la etapa décima con llegada a Alpe d'Huez, cuando el ganador de la etapa Giuseppe Guerini chocó con un joven espectador, cuando este trataba de sacarle una foto, a dos kilómetros de la meta. Este incidente no impidió al ciclista italiano vencer en la etapa.

## Equipos participantes
| Equipo                | Jefe de filas        |
| Cofidis               | Bobby Julich         |
| Mercatone Uno         | Stefano Garzelli     |
| Telekom               | Erik Zabel           |
| Mapei - Quick Step    | Pável Tonkov         |
| Rabobank              | Michael Boogerd      |
| ONCE                  | Abraham Olano        |
| Team Polti            | Ivan Gotti           |
| Saeco                 | Mario Cipollini      |
| Lotto - Mobistar      | Mario Aerts          |
| Casino                | Aleksander Vinokurov |
| Lampre - Daikin       | Marco Serpellini     |
| Kelme                 | Fernando Escartín    |
| Vitalicio Seguros     | Ángel Casero         |
| Crédit Agricole       | François Simon       |
| Festina               | Wladimir Belli       |
| La Française des Jeux | Jean Cyril Robin     |
| Banesto               | Alex Zülle           |
| Cantina Tollo         | Bo Hamburger         |
| US Postal Service     | Lance Armstrong      |
| Big Mat - Auber 93    | Ludovic Auger        |

## Etapas
| Etapa   | Fecha       | Recorrido                       | Distancia (km) | Ganador                     | Líder           |
| ------- | ----------- | ------------------------------- | -------------- | --------------------------- | --------------- |
| Prólogo | 3 de julio  | Puy du Fou                      | 7 (CRI)        | Lance Armstrong Sin ganador | Lance Armstrong |
| 1.ª     | 4 de julio  | Montaigu-Challans               | 203            | Jaan Kirsipuu               | Lance Armstrong |
| 2.ª     | 5 de julio  | Challans-Saint Nazaire          | 176            | Tom Steels                  | Jaan Kirsipuu   |
| 3.ª     | 6 de julio  | Nantes-Laval                    | 194,5          | Tom Steels                  | Jaan Kirsipuu   |
| 4.ª     | 7 de julio  | Laval-Blois                     | 191            | Mario Cipollini             | Jaan Kirsipuu   |
| 5.ª     | 8 de julio  | Bonneval-Amiens                 | 233,5          | Mario Cipollini             | Jaan Kirsipuu   |
| 6.ª     | 9 de julio  | Amiens-Maubeuge                 | 171,5          | Mario Cipollini             | Jaan Kirsipuu   |
| 7.ª     | 10 de julio | Avesnes-sur-Helpe-Thionville    | 227            | Mario Cipollini             | Jaan Kirsipuu   |
| 8.ª     | 11 de julio | Metz                            | 56,5 (CRI)     | Lance Armstrong Sin ganador | Lance Armstrong |
| 9.ª     | 13 de julio | Le Grand-Bornand-Sestriere      | 213,5          | Lance Armstrong Sin ganador | Lance Armstrong |
| 10.ª    | 14 de julio | Sestriere-Alpe d'Huez           | 220,5          | Giuseppe Guerini            | Lance Armstrong |
| 11.ª    | 15 de julio | Le Bourg-d'Oisans-Saint-Étienne | 198,5          | Ludo Dierckxsens            | Lance Armstrong |
| 12.ª    | 16 de julio | Saint-Galmier-Saint-Flour       | 201,5          | David Etxebarría            | Lance Armstrong |
| 13.ª    | 17 de julio | Saint-Flour-Albi                | 236,5          | Salvatore Commesso          | Lance Armstrong |
| 14.ª    | 18 de julio | Castres-Saint-Gaudens           | 199            | Dimitri Konyshev            | Lance Armstrong |
| 15.ª    | 20 de julio | Saint-Gaudens-Piau Engaly       | 173            | Fernando Escartín           | Lance Armstrong |
| 16.ª    | 21 de julio | Lannemezan-Pau                  | 192            | David Etxebarría            | Lance Armstrong |
| 17.ª    | 22 de julio | Mourenx-Burdeos                 | 200            | Tom Steels                  | Lance Armstrong |
| 18.ª    | 23 de julio | Jonzac-Futuroscope              | 187            | Gianpaolo Mondini           | Lance Armstrong |
| 19.ª    | 24 de julio | Futuroscope                     | 57 (CRI)       | Lance Armstrong Sin ganador | Lance Armstrong |
| 20.ª    | 25 de julio | Arpajon-París                   | 143,5          | Robbie McEwen               | Lance Armstrong |

## Clasificaciones
| \| \| Lance Armstrong[2] \| \| \| \| \| \| 2. \| Alex Zülle \| Suiza \| BAN \| + 7' 37" \| \| \| 3. \| Fernando Escartín \| España \| KEL \| + 10' 26" \| \| \| 4. \| Laurent Dufaux \| Suiza \| SAE \| + 14' 43" \| \| \| 5. \| Ángel Casero \| España \| VIT \| + 15' 11" \| \| \| 6. \| Abraham Olano \| España \| ONC \| + 16' 47" \| \| \| 7. \| Daniele Nardello \| Italia \| MAP \| + 17' 02" \| \| \| 8. \| Richard Virenque \| Francia \| POL \| + 17' 28" \| \| \| 9. \| Wladimir Belli \| Italia \| FES \| + 17' 37" \| \| \| 10. \| Andrea Peron \| Italia \| ONC \| + 23' 10" \| \| |                   |         |     |           |  |
| | Lance Armstrong   |         |     |           |  |
| 2. | Alex Zülle        | Suiza   | BAN | + 7' 37"  |  |
| 3. | Fernando Escartín | España  | KEL | + 10' 26" |  |
| 4. | Laurent Dufaux    | Suiza   | SAE | + 14' 43" |  |
| 5. | Ángel Casero      | España  | VIT | + 15' 11" |  |
| 6. | Abraham Olano     | España  | ONC | + 16' 47" |  |
| 7. | Daniele Nardello  | Italia  | MAP | + 17' 02" |  |
| 8. | Richard Virenque  | Francia | POL | + 17' 28" |  |
| 9. | Wladimir Belli    | Italia  | FES | + 17' 37" |  |
| 10. | Andrea Peron      | Italia  | ONC | + 23' 10" |  |

| \| 1. \| Erik Zabel \| Alemania \| TEL \| 323 puntos \| \| 2. \| Stuart O'Grady \| Australia \| CRE \| 275 puntos \| \| 3. \| Christophe Capelle \| Francia \| BIG \| 196 puntos \| |                    |           |     |            |
| 1. | Erik Zabel         | Alemania  | TEL | 323 puntos |
| 2. | Stuart O'Grady     | Australia | CRE | 275 puntos |
| 3. | Christophe Capelle | Francia   | BIG | 196 puntos |

| \| 1. \| Richard Virenque \| Francia \| POL \| 279 puntos \| \| 2. \| Alberto Elli \| Italia \| TEL \| 226 puntos \| \| 3. \| Mariano Piccoli \| Italia \| LAM \| 205 puntos \| |                  |         |     |            |
| 1. | Richard Virenque | Francia | POL | 279 puntos |
| 2. | Alberto Elli     | Italia  | TEL | 226 puntos |
| 3. | Mariano Piccoli  | Italia  | LAM | 205 puntos |

| \| 1. \| Benoît Salmon \| Francia \| CAS \| 92h 01' 15s \| \| 2. \| Mario Aerts \| Bélgica \| LOT \| a 10' 22s \| \| 3. \| Francisco Tomás García \| España \| VIT \| a 16' 31s \| |                        |         |     |             |
| 1. | Benoît Salmon          | Francia | CAS | 92h 01' 15s |
| 2. | Mario Aerts            | Bélgica | LOT | a 10' 22s   |
| 3. | Francisco Tomás García | España  | VIT | a 16' 31s   |

| \| 1. \| Banesto \| España \| BAN \| 275h 05' 21s \| \| 2. \| ONCE \| España \| ONC \| a 8' 16s \| \| 3. \| Festina \| Francia \| FES \| a 16' 13s \| |         |         |     |              |
| 1. | Banesto | España  | BAN | 275h 05' 21s |
| 2. | ONCE    | España  | ONC | a 8' 16s     |
| 3. | Festina | Francia | FES | a 16' 13s    |

## Evolución de las clasificaciones
| Etapa               | Vencedor            | Clasificación general | Clasificación por puntos | Clasificación de la montaña | Clasificación al mejor joven | Clasificación por equipos |
| ------------------- | ------------------- | --------------------- | ------------------------ | --------------------------- | ---------------------------- | ------------------------- |
| Prólogo             | Lance Armstrong     | Lance Armstrong       | Lance Armstrong          | No otorgado                 | Rik Verbrugghe               | US Postal Service         |
| 1                   | Jaan Kirsipuu       | Lance Armstrong       | Lance Armstrong          | Mariano Piccoli             | Rik Verbrugghe               | US Postal Service         |
| 2                   | Tom Steels          | Jaan Kirsipuu         | Jaan Kirsipuu            | Mariano Piccoli             | Christian Vande Velde        | US Postal Service         |
| 3                   | Tom Steels          | Jaan Kirsipuu         | Jaan Kirsipuu            | Mariano Piccoli             | Christian Vande Velde        | US Postal Service         |
| 4                   | Mario Cipollini     | Jaan Kirsipuu         | Jaan Kirsipuu            | Mariano Piccoli             | Christian Vande Velde        | US Postal Service         |
| 5                   | Mario Cipollini     | Jaan Kirsipuu         | Jaan Kirsipuu            | Mariano Piccoli             | Christian Vande Velde        | US Postal Service         |
| 6                   | Mario Cipollini     | Jaan Kirsipuu         | Jaan Kirsipuu            | Mariano Piccoli             | Christian Vande Velde        | US Postal Service         |
| 7                   | Mario Cipollini     | Jaan Kirsipuu         | Jaan Kirsipuu            | Mariano Piccoli             | Christian Vande Velde        | US Postal Service         |
| 8                   | Lance Armstrong     | Lance Armstrong       | Jaan Kirsipuu            | Mariano Piccoli             | Magnus Bäckstedt             | US Postal Service         |
| 9                   | Lance Armstrong     | Lance Armstrong       | Stuart O'Grady           | Richard Virenque            | Benoît Salmon                | US Postal Service         |
| 10                  | Giuseppe Guerini    | Lance Armstrong       | Stuart O'Grady           | Richard Virenque            | Benoît Salmon                | ONCE                      |
| 11                  | Ludo Dierckxsens    | Lance Armstrong       | Stuart O'Grady           | Richard Virenque            | Benoît Salmon                | Festina                   |
| 12                  | David Etxebarria    | Lance Armstrong       | Erik Zabel               | Richard Virenque            | Benoît Salmon                | Festina                   |
| 13                  | Salvatore Commesso  | Lance Armstrong       | Erik Zabel               | Richard Virenque            | Benoît Salmon                | ONCE                      |
| 14                  | Dimitri Konyshev    | Lance Armstrong       | Erik Zabel               | Richard Virenque            | Benoît Salmon                | Festina                   |
| 15                  | Fernando Escartín   | Lance Armstrong       | Erik Zabel               | Richard Virenque            | Benoît Salmon                | Banesto                   |
| 16                  | David Etxebarria    | Lance Armstrong       | Erik Zabel               | Richard Virenque            | Benoît Salmon                | Banesto                   |
| 17                  | Tom Steels          | Lance Armstrong       | Erik Zabel               | Richard Virenque            | Benoît Salmon                | Banesto                   |
| 18                  | Gianpaolo Mondini   | Lance Armstrong       | Erik Zabel               | Richard Virenque            | Benoît Salmon                | Banesto                   |
| 19                  | Lance Armstrong     | Lance Armstrong       | Erik Zabel               | Richard Virenque            | Benoît Salmon                | Banesto                   |
| 20                  | Robbie McEwen       | Lance Armstrong       | Erik Zabel               | Richard Virenque            | Benoît Salmon                | Banesto                   |
| Clasificación final | Clasificación final | Lance Armstrong       | Erik Zabel               | Richard Virenque            | Benoît Salmon                | Banesto                   |